# 12 стульев (фильм, 1971)
«12 сту́льев» — советская эксцентрическая комедия режиссёра Леонида Гайдая, снятая по одноимённому роману соавторов Ильи Ильфа и Евгения Петрова в двух частях («Лёд тронулся» и «Заседание продолжается»).
Премьера в кинотеатрах состоялась 21 июня 1971 года.
Лидер советского кинопроката в 1971 году — 39,3 миллиона зрителей. В этом фильме Остапа Бендера сыграл Арчил Гомиашвили, а роль Кисы Воробьянинова исполнил Сергей Филиппов.

## Сюжет

Портрет, который рисовали Остап Бендер и Киса Воробьянинов

В город Старгород приходит «сын турецкоподданного» — авантюрист Остап Бендер (полное имя Остап-Сулейман-Берта-Мария-Бендер-бей). Там он встречает дворника Тихона. Тот рассказывает про своего бывшего барина, а в прошлом предводителя дворянства — Ипполита (Кису) Матвеевича Воробьянинова, якобы эмигрировавшего в Париж после революции 1917 года.
Неожиданно в дворницкой появляется и сам Ипполит Матвеевич, как оказалось, ставший регистратором отдела ЗАГСа в уездном городе N. Там, перед своей смертью, его тёща рассказала, что в сиденье одного из двенадцати стульев их гостиного гарнитура, изъятого во время революционного ареста, она зашила свои бриллианты стоимостью в 150 тысяч рублей. Воробьянинов вернулся в Старгород, чтобы их найти. Остап берётся помочь Ипполиту Матвеевичу за 40 процентов найденного. Бывший дворянин не сразу, но заключает с авантюристом концессию.
Помимо Воробьянинова, тайну его тёщи узнаёт исповедовавший её священник Фёдор Востриков, всю жизнь мечтавший о собственном свечном заводике в Самаре, и тоже отправляется охотиться за сокровищами. Один из двух стульев в Старгороде находится у завхоза 2-го дома Старсобеса, но его выкупает отец Фёдор. По пути поп встречает Воробьянинова и начинает с ним драку, по окончании которой выясняется, что в стуле ничего нет. Далее авантюрным путём Бендер получает ордера на «воробьяниновские» стулья от архивариуса Варфоломея Коробейникова, отцу Фёдору же архивариус вручает ордер на стулья генеральши Поповой, где никаких сокровищ нет. Второй стул находится у вдовы мадам Грицацуевой, и Остап решает жениться на ней, чтобы можно было легче добраться до него. Во время свадьбы концессионеры обнаруживают, что сокровищ в стуле нет, и сбегают.
Чтобы раздобыть денег, концессионеры основывают организацию «Союз меча и орала», которая якобы может возродить дореволюционную эпоху, в неё начинают вступать подпольные богачи Старгорода. Под вдохновляющие речи Бендера они скидываются на необходимую сумму, после чего авантюристы отправляются в Москву, где находятся остальные стулья. Там концессионеры узнают, что эти стулья будут продаваться на аукционе. Из-за глупости Воробьянинова, который потратил имевшуюся у него часть денег, стулья «расползаются как тараканы»: на аукционе их продают и увозят в разные части Москвы. С помощью разных ухищрений концессионеры находят 5 стульев (с 3-го по 7-й стулья), но в них ничего не оказывается. Оставив один стул, который затерялся на вокзале в Москве (12-й стул), герои решают искать четыре оставшихся (с 8-го по 11-й стулья), которые отправляются вместе с театром на гастроли, на пароходе «Скрябин». Концессионеры нанимаются художниками на этот пароход. Ночью они вскрывают восьмой стул, но и он оказался без сокровищ. За «халтурную» работу горе-художников высаживают в городе Васюки. Для добычи денег Остап, выдав себя за гроссмейстера, организовывает в городском шахматном клубе лекцию и турнир. В своих восторженных речах Остап обещает городу светлое будущее, где он станет Нью-Москвой и в нём произойдет «первый междупланетный шахматный турнир». На турнире, происходившем после лекции, великий комбинатор играл в шахматы во второй раз в жизни и поэтому проигрывает все партии. Назревает скандал: при попытке жульничества Остап навлекает на себя гнев шахматистов. Концессионерам удаётся спастись от толпы, уплыв на лодке.

Скульптурная композиция в память о пребывании в городе Чебоксары Остапа Бендера и Кисы Воробьянинова (автор В. Нагорнов)

По реке они добираются до Чебоксар, а потом попадают в Пятигорск. Там, прося милостыню и проводя платные экскурсии по бесплатным достопримечательностям города («Провалъ»), Остап и Воробьянинов набирают нужную сумму и покупают 9-й и 10-й стулья у пьяного монтёра Мечникова, но 11-й стул концессионеры упускают.
Театр вместе со стулом отправляется гастролировать дальше, во Владикавказ. По пути, на Военно-Грузинской дороге, Бендер и Воробьянинов встречают отца Фёдора, который, потратив все свои сбережения на липовые «воробьяниновские» стулья и ничего там не найдя, сошёл с ума. Концессионеры доходят до Ялты. Ночью, прокравшись в театр и переждав землетрясение, они добывают 11-й стул, который также оказывается пустым.
Вернувшись в Москву, Бендер узнаёт, что последний стул находится в клубе железнодорожников. Обезумевший Воробьянинов из-за боязни, что Остап оставит его ни с чем, убивает спящего компаньона ножом. Пробравшись в клуб, Воробьянинов узнаёт, что по случайности в стуле были найдены запрятанные буржуями сокровища, и на них был отремонтирован и был построен этот клуб. После неожиданной новости Воробьянинов, вскрыв последний стул, в отчаянии издаёт душераздирающий крик…
Фильм заканчивается пролётом камеры над Москвой: над Новым Арбатом, в том числе над зданием СЭВа и Московским домом книги, памятниками Владимиру Маяковскому, Николаю Гоголю и Александру Пушкину и над несуществующим памятником Илье Ильфу и Евгению Петрову. Толпа зрителей, в том числе и актёры, сыгравшие персонажей фильма, идут в кинотеатр «Россия» на премьеру «12 стульев» Леонида Гайдая. Изображённый на плакате Остап Бендер говорит:
«Заседание считаю закрытым. Спасибо за внимание!»

## В фильме снимались

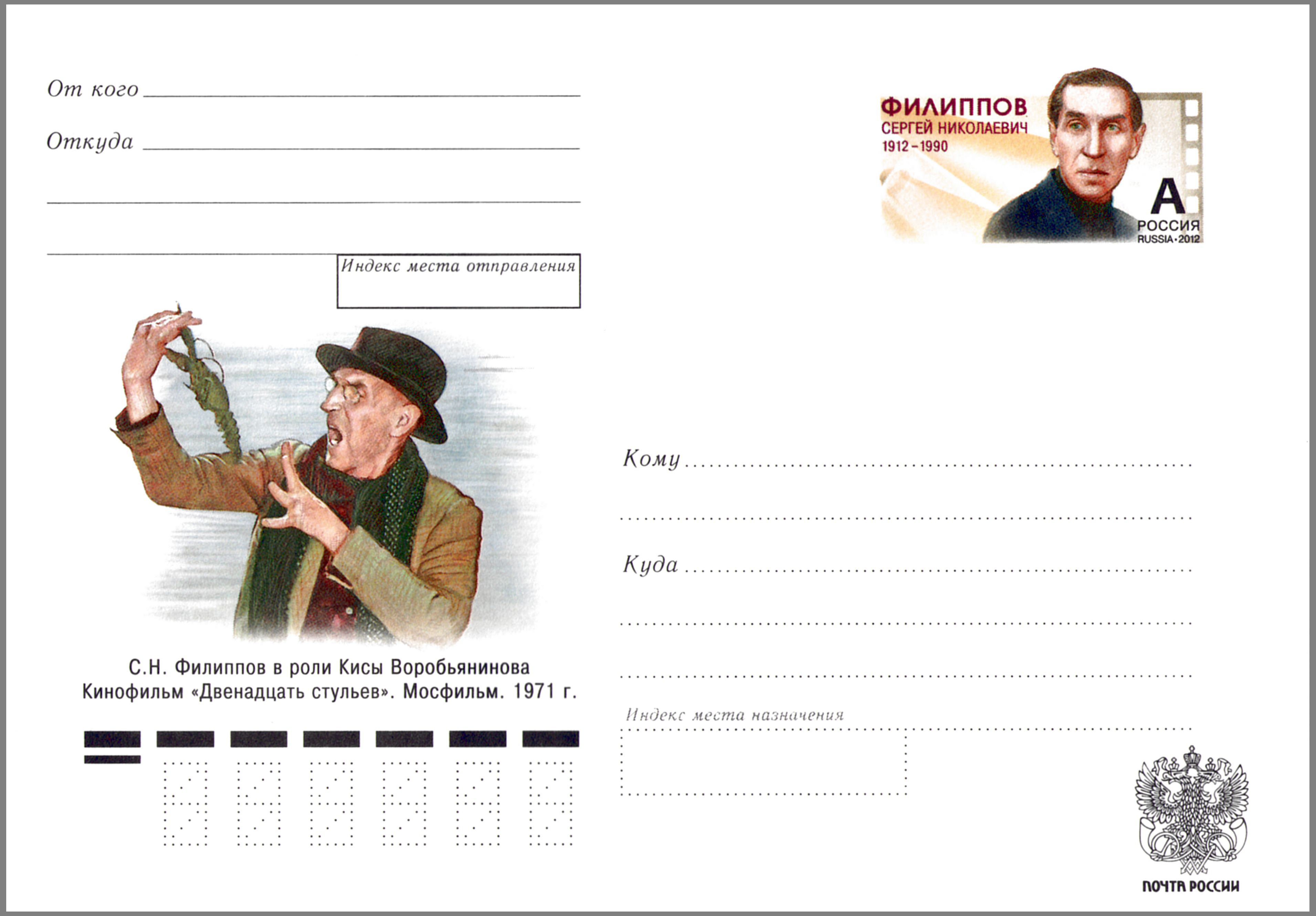
Ипполит Матвеевич на почтовом конверте: актёр Сергей Филиппов в роли Воробьянинова. Конверт с оригинальной маркой, Россия, 2012 г.,

Арчил Гомиашвили в роли Остапа Бендера.

Памятник отцу Фёдору в Харькове

Наталья Воробьёва в роли Эллочки-людоедки.

### В ролях
- Арчил Гомиашвили — Остап Ибрагимович Бендер, импровизатор
  - озвучивание — Юрий Саранцев (в пяти эпизодах Гомиашвили озвучивал свою роль сам)
  - исполнение песен «Там, где любовь» и «Полосатая жизнь» (в фильм не вошла) — Валерий Золотухин
- Сергей Филиппов — Ипполит Матвеевич (Киса) Воробьянинов, предводитель дворянства
- Михаил Пуговкин — отец Фёдор Иванович Востриков
- Гликерия Богданова-Чеснокова — Елена Станиславовна Боур, бывшая возлюбленная Воробьянинова
- Наталья Варлей — Елизавета Петровна (Лиза) Калачёва, студентка (озвучивает Надежда Румянцева)
- Наталья Воробьёва — Эллочка Щукина («Эллочка-людоедка»), модница
- Нина Гребешкова — Мусик, жена инженера Брунса / царица Тамара
- Наталья Крачковская — мадам Грицацуева, вдова инвалида Первой мировой войны и владелица бакалейной лавки
- Клара Румянова — матушка Катерина Александровна Вострикова, жена отца Фёдора
- Георгий Вицин — монтёр Мечников, заведующий гидропрессом театра «Колумб»
- Николай Горлов — Виктор Михайлович Полесов, слесарь-интеллигент
- Савелий Крамаров — одноглазый председатель шахматной секции в Васюках
- Юрий Никулин — Тихон, старгородский дворник
- Виктор Павлов — Коля, муж Лизы Калачёвой
- Готлиб Ронинсон — Кислярский, председатель одесской бубличной артели «Московские баранки»
- Роман Филиппов — Никифор Ляпис-Трубецкой, поэт-халтурщик
- Григорий Шпигель — Александр Яковлевич («Альхен»), завхоз 2-го дома Старсобеса
- Владимир Этуш — Андрей Михайлович Брунс, инженер и муж Мусик
- Игорь Ясулович — Эрнест Павлович Щукин, инженер и муж «Эллочки-людоедки»
- Ростислав Плятт — читает закадровый текст

### В эпизодах
- Рина Зелёная — редактор молодёжного проблемного журнала «Жених и невеста»
- Ирина Мурзаева — экскурсовод в музее мебельного мастерства
- Евдокия Урусова — Клавдия Ивановна Петухова, тёща Воробьянинова, говорящая мужским голосом
- Эдуард Бредун — Паша Эмильевич, родственник «Сашхен»
- Иван Жеваго — Дядьев, хозяин «Быстроупака» / редактор газеты «Станок»
- Николай Пажитнов — Максим Петрович Чарушников, бывший гласный городской думы
- Виктор Колпаков — ведущий аукциона
- Павел Винник — официант, говорящий женским голосом
- Александр Денисов — городничий из театра «Колумб»
- Нина Агапова — солистка театра «Колумб»
- Руслан Ахметов — 1-й гитарист в театре «Колумб» / Персицкий, репортёр газеты «Станок»
- Владимир Ферапонтов — 2-й гитарист в театре «Колумб» / шахматист в клетчатом пиджаке
- Эраст Гарин — театральный критик
- Юрий Медведев — театрал
- Шалва Геджадзе — расклейщик афиш
- Георгий Георгиу — ответственный на теплоходе «Скрябин»
- Владимир Дорофеев — сторож клуба
- Раднэр Муратов — шахматист, которому Бендер пожертвовал ферзя
- Виктор Уральский — завхоз плавучего тиража
- Александр Хвыля — Вакханюк, хозяин лавки «Вакханюк и Ко» / городничий

### В титрах не указаны
- Арсен Берзин — шахматист
- Ольга Богданова — 1-я девушка на аукционе
- Михаил Бочаров — актёр театра «Колумб»
- Иван Бычков — гость на свадьбе
- Владимир Ванышев — шахматист
- Зоя Василькова — «Сашхен», Александра Яковлевна
- Нелли Витепаш — подружка Ляписа-Трубецкого
- Вячеслав Войнаровский — Никеша
- Владимир Вязовик — шахматист
- Леонид Гайдай — Варфоломей Коробейников, архивариус
- Игорь Гневашев — матрос у штурвала на теплоходе «Скрябин»
- Меер Голдовский — шахматист
- Ирина Домнинская — 2-я девушка на аукционе
- Алексей Зайцев — сотрудник Дома Народов
- Нина Захарова — гостья
- Анатолий Калабулин — Василий, аукционщик
- Михаил Калинкин — шахматист
- Андрей Карташов — шахматист
- Е. Кирьякова — Кукушкина, бабушка
- Василий Корнуков — официант
- Евгений Красавцев — корреспондент
- Владимир Кузнецов — шахматист
- Николай Кутузов — Гибнер, актёр театра «Колумб»
- Яков Ленц — продавец цветов в ресторане
- Анатолий Обухов — шахматист
- Владимир Мышкин — шахматист
- Наталья Назарова — экскурсантка в белом берете, в клубе
- Валерий Прохоров — шахматист
- Станислав Садальский — пожарный в театре
- Валентин Смирнов — шахматист
- Алексей Строев — 1-й мужчина на аукционе
- Иван Турченков — гость на свадьбе
- Виктор Фокин — экскурсант, в клубе
- Игорь Шаповалов — официант
- Юрий Мальковский — мужчина
- Лидия Приходько — женщина
- Анатолий Чеботарёв — 2-й мужчина на аукционе
- Александр Лапшин — беспризорник
- Нина Лапшинова

### Исполнение песен
- Валерий Золотухин
- вокальный квартет «Аккорд»

## Музыка из фильма
Датируется 1971 годом. В записи принимали участие солисты оркестра Вадима Людвиковского, вокальный квартет «Аккорд» (Инна Мясникова, Зоя Харабадзе, Владислав Лынковский, Шота Харабадзе), Валерий Золотухин и оркестр под управлением Георгия Гараняна.
1. «Увертюра» (музыка: Александр Зацепин). Вокал — вокальный квартет «Аккорд»
2. «Перекраска» (музыка: Александр Зацепин)
3. «Полосатая жизнь» (музыка: Александр Зацепин), стихи Леонид Дербенёв). Вокал — Валерий Золотухин (в фильм не вошла)
4. «Танго» (музыка: Александр Зацепин)
5. «Эллочка-людоедка» (музыка: Александр Зацепин)
6. «Песня Остапа» (музыка: Александр Зацепин, стихи Леонид Дербенёв). Вокал — Валерий Золотухин
7. «Союз Меча и Орала» (музыка: Александр Зацепин)
8. «Краковяк» (музыка: Александр Зацепин)
9. «Кафешантан» (музыка: Александр Зацепин)
10. «Мадам Грицацуева в погоне за Остапом» (музыка: Александр Зацепин)
11. «Чарльстон» (музыка: Александр Зацепин)
12. «Марш Держиморды» (музыка: Александр Зацепин)
13. «Художники» (музыка: Александр Зацепин)
14. «Марш „Васюки“» (музыка: Александр Зацепин)
15. «Радужные перспективы» (музыка: Александр Зацепин)
16. «Погоня в Васюках» (музыка: Александр Зацепин)
17. «Роскошный номер в Париже» (музыка: Александр Зацепин)
18. «Заседание продолжается» (музыка: Александр Зацепин). Вокал — вокальный квартет «Аккорд»

## Съёмочная группа
- Директора картины: Аркадий Ашкинази, А. Бут
- Ассистенты:
  - режиссёра: И. Цетнерович, Е. Гальковская, Н. Сысоева
  - оператора: В. Данилов
- Мультипликация:
  - Режиссёр: Наталия Червинская
  - Художник: Юрий Трофимов
  - Оператор: Николай Соловцов
- Комбинированные съёмки:
  - Оператор: Александр Ренков
  - Художник: Зоя Морякова
- Грим: Л. Калевой
- Костюмы: К. Савицкого
- Монтаж: Клавдии Алеевой
- Трюковая запись музыки и шумов: Виктор Бабушкин
- Редактор: Н. Евдокимов
- Музыкальный редактор: Раиса Лукина
- Дирижёр: Георгий Гаранян
- Оператор: Игорь Штанько
- Художник: А. Макаров
- Звукооператор: Раиса Маргачёва
- Режиссёр: М. Колдобская
- Текст песен: Леонида Дербенёва
- Композитор: Александр Зацепин
- Художник-постановщик: Евгений Куманьков
- Операторы-постановщики: Сергей Полуянов, Валерий Шувалов
- Режиссёр-постановщик: Леонид Гайдай
- Авторы сценария: Владлен Бахнов, Леонид Гайдай

## Производство

### Подбор актёров
На роль Бендера пробовалось более 20 кандидатов. Известно, что в их числе были:
- Владимир Басов (намеченный на эту роль ещё Георгием Данелией[2]);
- Николай Губенко;
- Александр Пороховщиков[3];
- Олег Борисов;
- Александр Лазарев;
- Андрей Миронов;
- Анатолий Кузнецов;
- Спартак Мишулин;
- Евгений Евстигнеев;
- Фрунзик Мкртчян;
- Валентин Гафт;
- Алексей Баталов;
- Александр Ширвиндт;
- Евгений Киндинов;
- Леонид Каневский[4];
- Николай Рыбников;
- Муслим Магомаев[5];
- Борис Спасский[6].

Особый интерес у режиссёра вызвали:
- Никита Михалков;
- Олег Басилашвили;
- Михаил Козаков;
- Александр Белявский;
- Владимир Высоцкий.

Но по разным причинам до их участия в фильме дело не дошло. По реконструкции событий, сделанной Сергеем Жильцовым, Владимир Высоцкий, вероятно, и был человеком, рекомендовавшим Леониду Гайдаю Арчила Гомиашвили.

Могила Гомиашвили в образе Остапа Бендера на Троекуровском кладбище Москвы

Гомиашвили, умерший в 2005 году, рассказывал:
Почти тридцать лет — это целая жизнь, и я её прожил Остапом и вместе с Остапом. Благодаря этой роли я получил в Москве квартиру, стал популярным человеком. Да и ресторан, названный в честь Остапа, — моё детище. Я нахожу между нами много общего. Я артист, и мне нужен зритель. Остап тоже артист, и ему тоже нужна аудитория. Нет аудитории — и меня ничто не интересует: ни стулья, ни деньги.
Перед съёмками у Сергея Филиппова начались сильные головные боли, вызванные опухолью головного мозга, и Гайдай пригласил Ростислава Плятта, утвердив его на роль Кисы Воробьянинова. Однако Филиппов заявил, что хочет сниматься в любом случае. Ситуация разрешилась, когда слухи о настойчивом желании Филиппова дошли до Плятта, и тот сам уступил Филиппову роль Кисы. Во время съёмок головные боли настолько мучили Филиппова, что иногда он даже забывал слова. По окончании съёмок актёру удалили опухоль, и он смог самостоятельно озвучить своего героя.
Ростислав Плятт также не остался без роли — Гайдай, попавший в неловкую ситуацию с приглашением актёра на роль Кисы, в благодарность предложил ему читать текст от автора.
На роль мадам Грицацуевой пробовались Галина Волчек и Нонна Мордюкова. Но последняя на эту роль не подошла, потому что показалась не совсем смешной. Предпочтение собирались отдать Галине Борисовне, но звукооператор Владимир Крачковский из команды Гайдая привёл на съёмочную площадку свою жену, Наталью Крачковскую. Гайдай глянул на неё и сказал: «Вот она, мечта поэта».
Подтверждения согласия Михаила Пуговкина на роль отца Фёдора Гайдай ждал три недели, пока актёр советовался со своей матерью, Натальей Пуговкиной — глубоко верующим человеком. Ролью вороватого священника сын боялся обидеть её чувства. Наталья дала разрешение.
На роль Коробейникова изначально претендовал Эраст Гарин, однако он заболел, и в результате роль сыграл сам Леонид Гайдай. Когда Гарин выздоровел, режиссёр дал ему роль театрального критика. Для Гайдая эта роль стала последней относительно крупной, до конца жизни он затем снялся только в двух маленьких эпизодах.

### Съёмки
Съемки фильма производились в Рыбинске, левобережной части Тутаева, Москве, Пятигорске, Ялте, Ессентуках, Батуми и его летнем театре. Эпизод с городом Васюки и шахматным клубом сняли в селе Работки Горьковской области.
Сцену с гарнитуром генеральши Поповой должны были снимать в Батуми на фоне шторма. Фильм уже был закончен, а шторм всё не начинался. Море взволновалось только в конце октября 1970 года, когда на улице было очень холодно. Во время съёмок этого эпизода Пуговкин подхватил радикулит.
В съёмках принимал участие вокальный квартет «Аккорд».

## Награды
- 1972 — премия «За вклад в разработку жанра кинокомедии» на V Всесоюзном кинофестивале в Тбилиси (Грузия)
- Специальный приз «Серебряная сирена» на Фестивале советских фильмов в Сорренто (Италия)

## Появление героев в других фильмах
В 1977 году вышел музыкальный фильм «Эти невероятные музыканты, или Новые сновидения Шурика», в котором прозвучали композиции из фильма «12 стульев», а актёры фильма Арчил Гомиашвили, Савелий Крамаров, Георгий Вицин, Наталья Варлей и Наталья Крачковская исполнили роли-камео. Валерий Золотухин, исполнивший в фильме песню Бендера «Там, где любовь», появился на этот раз вживую.
В 1980 году вышел фильм «Комедия давно минувших дней», сценарий к которому написали сценаристы трёх предыдущих фильмов Гайдая — Яков Костюковский и Морис Слободской. В фильме Арчил Гомиашвили и Сергей Филиппов вернулись к образу Остапа Бендера и Кисы Воробьянинова соответственно. Юрий Саранцев снова озвучил роль Гомиашвили, а также в этот раз исполнил вокальную партию Бендера.